# Dihammaphora nigrovittata
Dihammaphora nigrovittata är en skalbaggsart som beskrevs av Fisher 1937. Dihammaphora nigrovittata ingår i släktet Dihammaphora och familjen långhorningar. Inga underarter finns listade i Catalogue of Life.